# Ayke Agus
Ayke Agus (Yogyakarta; 30 de diciembre de 1949) es una violinista y pianista indonesia, es una de las pocas artistas intérpretes de música clásica que ha actuado como solista multiinstrumentista acompañada de una orquesta. Son muy conocidas sus colaboraciones musicales con el violinista Jascha Heifetz.

## Biografía
Nativa de Indonesia, de ascendencia china, holandesa y javanesa, Agus fue reconocida como niña prodigia a la edad de 7 años a la hora de ejecutar el violín y el piano. A la edad de 11 años, ella había aprendido todo lo que el Sr. Tan, su maestro en Yogyakarta, Indonesia, tenía que enseñarle. Le recomendó que continúe sus estudios con el Sr. Adidharma en Yakarta, a 450 millas de distancia. La solución al problema logístico inherente fue que estudiara con el Sr. Adidharma en el verano, dándole la oportunidad de estudiar el piano durante el resto del año.
A Agus le ofrecieron muchas becas, a la edad de 7 años, pero no pudo asistir inicialmente porque sus padres la consideraban demasiado joven para vivir sola, y más tarde porque no pudo obtener una visa de salida. Una misionera, la Hermana Brigid Conboy, quien estaba siguiendo la carrera de Agus, pudo obtener una beca en Rosary Hill College, cerca de Buffalo, Nueva York, Estados Unidos. Después de su primer concierto pagado en mayo de 1969, el gobernador Ali Sadikin le otorgó la visa de salida.
Después de lograr el éxito en las competiciones locales, se convirtió en el miembro más joven de la Orquesta Filarmónica de Buffalo. Esto fue seguido por dos ofertas completas de becas: Juilliard School of Music, recomendada por el violinista Ivan Galamian y en la Universidad del Sur de California. Tras su aceptación en la master class de Jascha Heifetz en la Universidad del Sur de California, forjaron una asociación duradera con él que duró hasta su muerte en 1987.
Desde la muerte de Heifetz en 1987, Agus ha dado numerosas conferencias en Europa, Asia y los Estados Unidos sobre el tema de El arte de la colaboración musical, que aprendió durante su experiencia con Heifetz durante 15 años. El más notable de ellos se dio el 27 de octubre de 2009 en el Conservatorio de San Petersburgo en Rusia.
La destacada colaboración musical de Agus con otros músicos incluye a los violonchelistas Nathaniel Rosen y Jeffrey Solow, el acordeonista Nick Ariondo y los violinistas Sherry Kloss y Roberto Cani.
Agus ha grabado tres álbumes y ha colaborado con otros artistas como acompañante o miembro del grupo de cámara. Combinó sus talentos tanto como violinista y pianista en el álbum Ayke Agus Doubles.
Además imparte master class y enseña piano, violín y grupos de cámara en su estudio privado.

## Discografía

### Piano

#### Solista
- Musical Mementos of Jascha Heifetz
- Ayke Agus Plays Schubert
- Where Dreams Become Sunlight

#### Como acompañante
- Ayke Agus Doubles
- The Infinite Trumpet, con el trompetista Malcolm McNab
- Treasured Vignettes for Violin and Piano, con el violinista Yukiko Kamei
- Sherry Kloss Plays Forgotten Gems, con el violinista Sherry Kloss
- 3 Faces of Kim, the Napalm Girl: No. 3. Fearful, con el violinista Deon Nielsen Price
- Sun Rays, con el violinista Deon Nielsen Price y el vocalista Darryl Taylor

### Violín

#### Solista
- Ayke Agus Doubles
- Stille Antico

#### Música de cámara
- The Hall of Mirrors, A Quartet of Chamber Works by Mark Carlson (Pacific Serenades)
- Sun Rays (Crossroads Alley Trio)